# Brokk

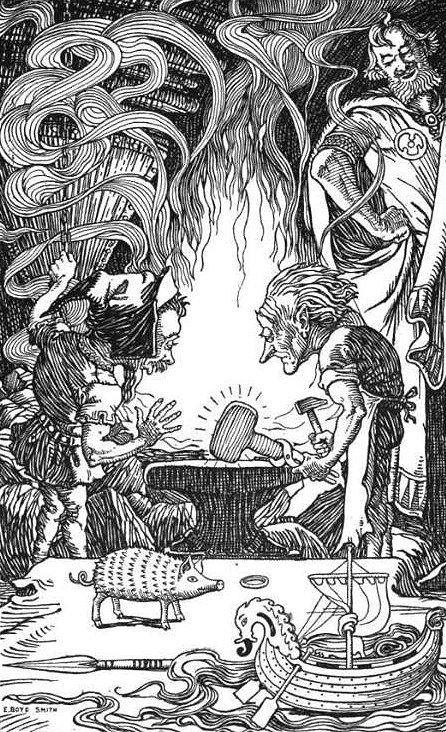
"Třetí dar - obrovské kladivo ", dole jsou zobrazeny předešlé dary (Elmere Boyd Smith, 1902).

Brokk je trpaslík (někdy překládáno také jako skřítek) v severské mytologii a je bratrem Sindriho.

Nejspíše nejvýraznější roli sekhrál spolu se lstivým severským bohem Lokim v příběhu stvoření kance Gullinbursta, Ódinova prstenu Drapniru a Thórova kladiva Mjöllniho. 
 Když se Loki chvástal, že žádný trpaslík by nedokázal vytvořit něco tak krásného či užitečného jako Synové Ívaldiho (vytvořili například Freyovu loď Skídbladni nebo Ódinův oštěp Gungni), Brokk se s ním vsadil o hlavu, že jeho bratr Sindri to dokáže. 

Sindri byl šikovný kovář používající magii, ale ani tak se při své práci neobešel bez svého bratra, který měchem udržoval výheň a zajišťoval, aby oheň neskomíral, ale aby ani příliš nežhnul.
Jako první vložil Sindri do výhně vepřovici a požádal Brokka, aby dmýchal bez ustání, tak dlouho, dokud nevyjme z výhně, co do ní vložil. Pak Sindri odešel z kovárny a nechal Brokka dmýchat. Hned mu na ruku sedla moucha (proměněný Loki) a silně jej štípla. On však dmýchal a dmýchal, dokud Sindri nepřišel a nevyndal z výhně kance, se zlatými štětinami - Gullinbursti. 
Poté vložil do výhně zlato a požádal bratra, aby znovu dmýchal jako před tím a zase odešel. Moucha přilétla zas, tentokrát však usedla Brokkovi na krk a štípala ho dvojnásob jak předtím. Brokk opět bez ustání dmýchal, dokud kovář nevyndal z výhně zlatý prsten Draupni. 
Naposledy do výhně vložil kus oceli a do třetice dal bratru stejný úkol, aby dmýchal bez ustání. Nyní mu moucha sedla mezi oči a štípala ho do víček tak, že mu krev tekla do očí, až neviděl. Ohnal se co nejrychleji rukou a mouchu odehnal, ale měch stihl 
splasknout. V tom přišel Sindri a prohlásil, že téměř vše přišlo nazmar a vyndal z výhně velké kladivo Mjöllni, které však mělo o něco kratší topůrko. Všechny předměty předal svému bratru Brokkovi a požádal jej, aby je odnesl do Ásgardu a vyzvedl výhru.
Když Loki a Brokk předložili své dary, zasedli Ásové na soudné stolice, rozhodnutí vyřknou Ódin, Tór a Frey. Tu dal Loki Ódinovi oštěp Gungni, Thórovi vlasy pro Sif, Freyovi loď Skídbladni a vysvětlil vlastnosti všech předmětů. Poté předložil své předměty Brokk. Ódinovi dal prsten Draupni. Freyovi kance zvaném Gullinbursti a nakonec Tórovi kladivo Mjöllni, které mělo jen jednu vadu a to tu, že topor byl trochu krátký. Bohové prohlásili, že kladivo je ze všech těch nejvzácnější, protože bude nejpádnější ochranou před obry. Rozhodli se tedy, že skřítek sázku vyhrál. Loki skřítkovi nabídl za svou hlavu výkupné, ale o tom nechtěl ani slyšet. Loki prohlásil, ať si jej tedy chytí. Když ho však skřítek chtěl chytit, už byl Loki pryč, neboť měl střevíce, se kterými mohl běžet vzduchem i po vodě. Tak požádal Brokk Thóra, aby jej chytil a to také Thor udělal. Skřítek už chtěl Lokimu utít hlavu, ale ten se vymlouval na to, že jeho krk předmětem sázky nebyl. Tak vzal skřítek řemínek a nůž a chtěl Lokimu propíchat díry do rtů a sešít mu je, nůž ale neřezal. Vzal tedy bratrovo šídlo a tím mu rty propíchal a následně sešil řemínkem Vartari, aby se již více nemohl chvástat.